# GIUK缺口

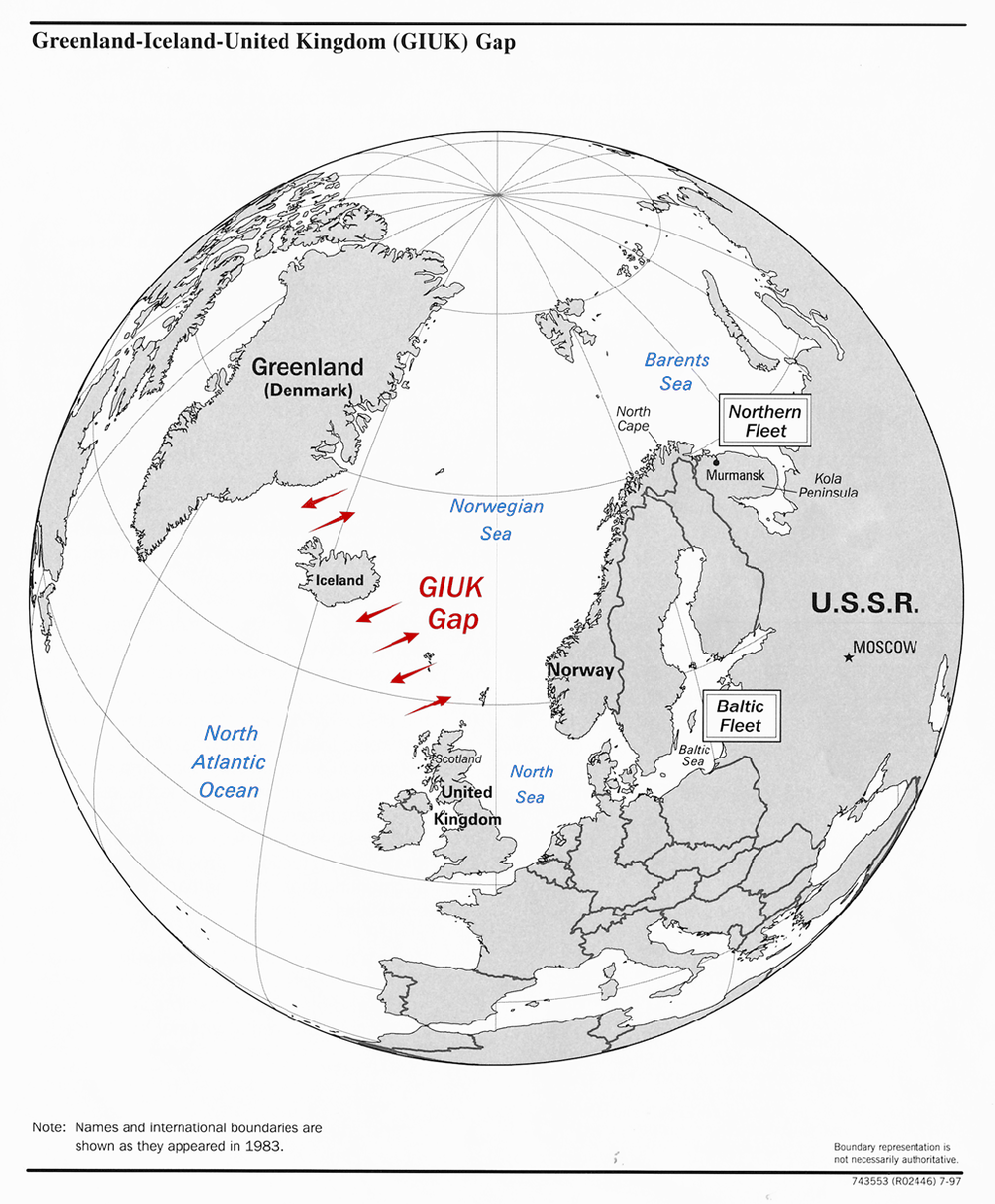
GIUK缺口示意圖片

GIUK缺口是描述位於北大西洋挪威海海域上一處與海軍作戰有重大關係的海域。GIUK的縮寫來自於格陵蘭、冰島和英國這三個地方（Greenland, Iceland, UK），GIUK缺口就是指位於這三地之間的海域，通常是引用在軍事相關的論述上。

## 簡史
GIUK缺口對英國皇家海軍尤其重要，因為歐洲北方的國家如果要進入大西洋海域，要么通過防守容易的英吉利海峽，要么從冰島兩側的其中一條航道溜過去。只有法國、西班牙與葡萄牙具有直接且難以被皇家海軍封鎖的航線進入大西洋。
二次世界大戰期間，德國海軍企圖利用自本土和挪威港口出發的艦艇，突破缺口後攻擊對蘇聯的運補船團，但是往往被英國艦隊在北海或者是缺口附近海域攔截。法國淪陷對德國的幫助很大，因為他們可以將潛艇部署在法國沿岸。從1940年到1942年，在冰島和格陵蘭之間的海域是少數英國皇家空軍擔任巡邏的轟炸機無法涵蓋的區域，大量的海上攻擊活動在集中在這些空窗區域中。
缺口這個說法最早出現可以追溯到這個時期，當時有一個稱為格陵蘭空中缺口的區域欠缺空中掩護。到了1943年長程飛機，像是蕭特公司桑德蘭與B-24轟炸機的出現填補了這個缺口，使得潛艇要在大西洋活動近乎不可能。
到了1950年代，GIUK缺口再度成為海上作戰計畫的關鍵區域，因為這是蘇聯潛艇從科拉半島上的基地莫曼斯克進入北大西洋的唯一路徑（以聖彼得堡為據點的波羅的海艦隊、以塞瓦斯托波和尼古拉耶夫為據點的黑海艦隊一出港就會遭到北約海軍截擊）。美國與英國將戰後海軍戰略重心放在圍堵這個缺口上，並且在缺口的海底安裝成串被稱為SOSUS的海底聽音站。這些部署的主要目的在於一旦冷戰轉熱之際，若是任由蘇聯潛艇在北大西洋活動，美國增援歐洲的海上船團將會蒙受無法忍受的損失。
英國皇家海軍冷戰時期的主要任務，除了扮演核威慑的角色以外，就是反潛作戰（ASW）。無敵級航空母艦的建造也是基於這個作戰準則，使用海王直昇機進行反潛作戰是该舰的主要任務。23型护卫舰最初設計用途是單純的反潛載具，在福克蘭群島戰爭之後該艦的功能基於戰爭經驗而擴充。

## 流行文化
GIUK缺口在許多書中被描述為作戰計畫的重要關鍵點，例如湯姆·克蘭西的《赤色風暴》和《獵殺紅色十月號》。